# オーメン (2006年の映画)
『オーメン』（The Omen）は2006年に公開されたアメリカ合衆国のホラー映画。DVD・Blu-ray・Disney+の邦題は『オーメン666』。

## 概要
1976年公開の同名映画『オーメン』のリメイク版。ヨハネの黙示録で獣の数字とされる「666」の数字に合わせて、2006年6月6日に全世界で同時に公開された。
評論家からの批評は賛否両論であったが、2,500万ドルの製作費に対して全世界で約1億2,000万ドルもの収益を上げ、興行的には成功を収めた。

## ストーリー
イタリアに駐在する米国人外交官ロバート・ソーンは、身重の妻キャサリン・ソーンが入院中の病院から突如呼び出しを受け急行する。そこで知らされたのは、母体は命を取りとめたものの、子供は死産という悲報であった。悲観に暮れるロバートに、病院の牧師であるスピレット神父は同日に産まれて母親が死亡した赤子を紹介し、「神もこういう嘘ならお赦しになる」と養子にするよう勧める。子供を欲しがっていた妻の精神的負担を考慮したロバートは、妻に内緒でそれを受け入れ、ダミアンと名付けた男児を夫婦で育てることにした。イギリスのセント・ジェームズ宮殿の副大統領が不審な車両火災事故で死亡したことから、彼の職を引き継いだ後任のロバートは、妻とダミアンを連れてロンドン郊外の大邸宅に引っ越すことになる。しかしダミアンの盛大な誕生日パーティーの場で、黒い犬に魅入られた乳母が、大勢の招待客の前で「ダミアン、見て！」と叫んで首つり自殺を遂げる不可解な事件が起きる。
職務中のロバートはブレナン神父の訪問を受けた。ダミアンの出生に関わりを持つというブレナン神父は、ロバートを助けることで自分も神に赦されると話し、「あの子の母はジャッカルだ」と言う。そんなある日、ソーン夫妻は優しそうなベイロック夫人を新しい乳母に雇い入れる。ベイロックは初対面のダミアンに「私はあなたの味方よ」と話し、夫妻の許可なしにダミアンのためにと大型犬のロットワイラーを飼う。ダミアンが動物園を訪れると、動物たちは恐怖心で怯え出し、キャサリンはダミアンが普通の子ではないと不信感を抱く。再びロバートに接触したブレナン神父はヨハネの黙示録の一節を口にしながら、イズレエルの都市メギドに行き、悪魔の子ダミアンの殺し方を知っているブーゲンハーゲンを訪ねるよう説得する。ロバートに拒絶されたブレナンは雷雨の中を教会に戻るが、雷に打たれて落下した避雷針で串刺しになる。
キャサリンは自分が妊娠していることを知り、ダミアンのような子が産まれないよう中絶するという。その後、脚立の上でプランターの手入れをするキャサリンに、キックボードで走るダミアンがぶつかり、高所から転落したキャサリンはその事故で流産した。入院中のキャサリンは、ダミアンは危険な子だと夫に話す。カメラマンのキース・ジェニングスはロバートに連絡を取り、今まで撮った写真に死の前兆を示す光が写り込んでいることを教える。ロバートはジェニングスと共に、ダミアンの実の母を探し、ダミアンが産まれた施設は火災で全焼したことを知る。2人はスビアーコにいるスピレット神父に会いに行く。大火傷で奇形になったスピレットに、ダミアンの母親は誰かを質問するロバート。介護の修道士は、意思疎通や会話は無理だと中断を進言するが、スピレットは筆記具を握り“チェルヴェット”と書いた。修道士はエトルリア時代の古い墓があるチェルヴェテリのことだろうと言う。
地図を頼りに車で墓地に向かったロバートとジェニングスは、5年前の6月6日が没年の墓石を発見。“マリア・アヴェディチ・サントーヤ”と書かれた墓をこじあけると、ジャッカルの骨が出て来た。傍らの墓には、頭蓋骨を潰されたキャサリンの子の遺骨があり、ロバートはブレナン神父の忠告が正しかったことを知る。その頃、キャサリンの病室を訪れたベイロックは、持参した注射器で輸血チューブに空気を送り込み、空気塞栓でキャサリンを殺す。電話で妻の死を知らされたロバートはダミアンを殺さねばと思い、メギドのブーゲンハーゲンのもとへ急ぐ。ブーゲンハーゲンは、教会の祭壇で7本の短剣を悪魔の子に刺すよう説明する。悪魔の子は身体のどこかに獣の数字 666があるはずだと話し、乳母もまた地獄の使者だと言う。その帰り道、逡巡するロバートは自分の子は殺せないと言い出し、預かった短剣を放り投げた。それを拾い集めるジェニングスは、落下してきた看板で首を切断された。
ロバートは短剣を手に家に戻り、襲ってきたロットワイラーを地下室に閉じ込めた後、寝室のダミアンの頭髪の下に666の母斑を見つける。ベイロックに襲われたロバートは、彼女を車で轢いてダミアンを乗せたまま大聖堂へ走る。暴走する車を追跡する白バイは各車両にも報告し、警察に追われながらロバートは教会の祭壇に駆けこむ。ダミアンを押さえつけて短剣を振りかざすロバートは、教会に踏み込んできた警官に射殺された。ロバートの葬儀に参列した大統領はダミアンの手を握り、ダミアンは振り返ってそっと微笑む。

## 出演者
| 役名                 | 俳優                                     | 日本語吹き替え                                                                                 |
| -------------------- | ---------------------------------------- | ---------------------------------------------------------------------------------------------- |
| ロバート・ソーン     | リーヴ・シュレイバー                     | 東地宏樹                                                                                       |
| ダミアン・ソーン     | シーマス・デイヴィー＝フィッツパトリック | 矢島晶子                                                                                       |
| アン・ソーン         | ジュリア・スタイルズ                     | 麻生侑里                                                                                       |
| キース・ジェニングス | デヴィッド・シューリス                   | 清水明彦                                                                                       |
| ブーゲンハーゲン     | マイケル・ガンボン                       | 佐々木敏                                                                                       |
| ブレナン神父         | ピート・ポスルスウェイト                 | 勝部演之                                                                                       |
| ベイロック夫人       | ミア・ファロー                           | 高島雅羅                                                                                       |
| その他               | N/A                                      | 園部好德、井上文彦 羽村京子、伊藤和晃 高瀬右光、宇垣秀成 河野裕、八木かおり 新田万紀子、中博史 |
| 演出                 | 演出                                     | 蕨南勝之                                                                                       |
| 翻訳                 | 翻訳                                     | 中村久世                                                                                       |
| 調整                 | 調整                                     | 兼子芳博                                                                                       |
| 制作                 | 制作                                     | ビデオテック                                                                                   |

## スタッフ
- 監督 - ジョン・ムーア[4]
- 製作 - ジョン・ムーア[4]、グレン・ウィリアムソン[4]
- 製作総指揮 - デヴィッド・ハーフィールド[5]、ジェフリー・ストット[4]
- 脚本 - デヴィッド・セルツァー[4]
- 撮影 - ジョナサン・セラ（英語版）[4]
- 美術 - パトリック・ラム[4]
- 編集 - ダン・ジマーマン（英語版）[4]
- 音楽 - マルコ・ベルトラミ[4]
- 衣装 - ジョージ・エル・リトル（英語版）[6]
- 特殊メイク - ブライアン・ウェイド[5]
- オリジナル音楽 - ジェリー・ゴールドスミス[4]
- スタント・コーディネーター - パベル・カジツル[5]
- スペシャル・サンクス – リチャード・ドナー[5]
- 字幕 – 林完治

## 製作
米国の『バラエティ』誌は2005年7月19日、ダン・マクダーモットが現代風にアレンジした脚本をもとに、ジョン・ムーアが『オーメン』のリメイクに着手すると報じた。しかしマクダーモットが書き上げた脚本はオリジナルに似ていて変化に乏しい内容だったため、全米脚本家組合に認められず、彼の名前は映画にクレジットされなかった。代わりに、このリメイク企画に全く関わっていないデヴィッド・セルツァーの名義になっている。
11歳の頃に観た『スーパーマン』の影響で映画監督の道を志したジョン・ムーアにとって、リチャード・ドナーはずっと自分にとって憧れのヒーローだったという。20世紀フォックスから『オーメン』リメイク版の話を電話でオファーされたムーアは、その場で「イエス！」と即答した。「あの古典的名作をリメイクするなんて変だ、愚かなことだと思う人もいるかも知れない。でも私は気にしませんでした。だって『オーメン』ですよ！　断る理由がありません。企画に疑いはありませんでしたが、最初は“自分に出来るだろうか？”と少し不安はありました。しかし映画の制作に入り込んで行くうちに、その不安は消えました」とムーアは語る。
キャサリン・ソーン役は当初レイチェル・ワイズにオファーを出したが、当時妊娠中だったため断られた。この役にはローラ・リニー、ホープ・デイヴィス、アリシア・ウィットらが候補に挙がったが、最終的に早い段階でジュリア・スタイルズの出演が決まった。ジュアリアにとっては初めてのホラー映画への出演だったが、ヒッチコックの『サイコ』や、キューブリックの『シャイニング』のような、直接的な暴力に頼らない心理的恐怖の映画が好きだったジュリアは、ムーアと話をしてこのリメイク企画にとても興味をそそられた。オリジナル版に出演した頃のリー・レミックよりも年下だったジュリアは、比較されるのは避けられないだろうとハードルの高さに気を揉んだが、そんな彼女にムーアは“今回のキャサリンは成熟した女性ではなく、まだ若くて経験の浅い母親なんだ”とアドバイスをして安心させた。
ロバート・ソーン役に起用されたリーヴ・シュレイバーは、もともとオリジナル版『オーメン』の大ファンで、リチャード・ドナーの最高傑作のひとつだと思っていた。それだけに当初はリメイクに懐疑的だったが、現代にアップデートする意味と、この物語が1976年と同様に2006年にも効果的であることをムーアから説得され、オファーを請けることにした。「あのグレゴリー・ペックの演技の質を再現するなんて、私には100万年かかっても出来っこないですよ。でも私は『クライシス・オブ・アメリカ』で、かつてローレンス・ハーヴェイが演じた役を、『ザ・ディレクター』ではオーソン・ウェルズ役で出演したからね、偉大な先人が演じたキャラクターを再演することには慣れています。それにグレゴリー・ペックの演技には私が影響を受けた部分もあるんです。ペックの『アラバマ物語』からの影響かも知れませんね」とシュレイバーは語っている。
オリジナル版でベイロック夫人を演じたビリー・ホワイトローの演技が大好きで、あのキャラクターは最高だと思っていたミア・ファローは、ベイロック役のオファーを受けた時、「なぜ私を？」とジョン・ムーアに訊ねたという。少し前に舞台の仕事でジュリア・スタイルズと母娘役だったファローは、電話でムーアから『オーメン』の話を聞かされたのだ。ファローは「多分、ジュリアが私のことを監督に推薦してくれたのだと思うわ」と語っている。オリジナル版のベイロック夫人は、早いうちからキャラクターの怪しい手の内を明かしてしまうため、ムーアはファローに、最初のうちは信頼される乳母になって欲しいと思い「天使のような人を探していました。観客を安心させる、そんなベイロック夫人を演じて欲しい」と頼んだ。シュレイバーは「ホワイトローはとても素晴らしい女優ですが、『オーメン』で彼女が“こんにちはお嬢さん”と現れた瞬間、これは悪い報せだとすぐ分かります。ミア・ファローのベイロック夫人は、天使のように輝く美しさと純真さがにじみ出ていて、純粋な顔をした悪の化身というアイデアとうまくマッチして、本当に素晴らしい配役です」と、ファローのキャスティングを絶賛した。ジュリアは「とても才能あるミアと、また一緒に仕事が出来ることを楽しみにしていました。でも舞台で母の役だったミアは、2週間後にこの映画で私を殺そうとするんですよ。何だかとっても奇妙なことでした」と話す。また、偶然とはいえジュリアは、リーヴ・シュレイバーとも『ハムレット』で共演歴があった。シュレイバーも、このことに関して「ジュリアとは『ハムレット』で兄妹役を演じたので、『オーメン』で夫婦になるのはちょっと奇妙だよね（笑）。でも親しくしている女優と共演するのは楽ですよ。私たちにとっては大いに役立ちました」と語る。
ダミアン役には撮影時7歳の子役シーマス・デイヴィー＝フィッツパトリックがキャスティングされた。ダミアンの後ろ姿が映るカットは、シーマスと同じ体格の代役の子が演じている。7歳の子との共演を楽しんだというシュレイバーは、「ジョン（ムーア）が“アクション！”というと、シーマスは前回中断した芝居の途中から続けるのが面白かったです。私よりも彼の方が（撮影は）楽しかったでしょう」と話し、ミア・ファローも「廊下で紙飛行機を飛ばしているような普通の男の子で、可愛らしくて頭も良い。代役の子とシーマスはいつも2人でゲームで遊んでいて、映画の中で何が起こっているのか分からなかったと思います。でもきっと10年後にはこの映画を理解するわ」と語っている。なお、本編開始20分頃に、自殺した乳母について「麻薬常習者でしたか!?」とロバート・ソーンに質問する記者役で、オリジナル版のダミアンを演じたハーヴェイ・スペンサー・スティーヴンスが出演している。
オリジナル版『オーメン』のロケに使われたギルフォード大聖堂は、オカルト映画のために30年間ずっとネガティブなイメージが付いてしまったとし、大聖堂の司祭であるビクター・ストックは、新たに公開されるリメイク版は決して観ないように観客たちへ呼びかけた。ストック司祭は、「リチャード・ドナー監督の『オーメン』は大聖堂のイメージが悪くなる大惨事だった。悪魔憑きを信じる人はまだ沢山います。製作されるべき映画ではなかった。私が当時、学部長だったら決してロケを許可しなかったでしょう」と主張。リメイク版の監督にあたったジョン・ムーアは、「これは映画だということをもっと理解すべきではないですか？ （教会の）学部長は、事実とフィクションを区別するのが少し苦手なのだろうと思います」とコメントを発し、この作品が大聖堂に悪印象を与えるという話を強く否定した。

## 興行
20世紀フォックス配給の元、2006年6月6日に公開された本作は当時のアメリカ国内の興行収入史上、火曜日のオープニング興行収入最高を記録し、1200万ドル以上を稼ぎ出した。2024年11月の時点でも、国内の興行収入では火曜日のオープニング興行収入で7番目に高い記録を保持している。
リメイク版『オーメン』は2,660の劇場で上映され、12,633,666ドルの興行収入を上げたとBox Office Mojoで報道された。フォックスの配給担当社長ブルース・スナイダーは「封切りが（週末ではなく）火曜日だったことに不安もあったが、マーケティングでこの映画のメッセージが伝わったのだ思う。正直600万ドルに届くかどうかも予想できなかった」と語った。興行収入の下3桁が獣の数字666だったことを指摘されたスナイダーは、「これはちょっとした遊びを仕込んだ。ジョークだよ」と、フォックス側が遊びを採り入れて発表したことを認めた。Box Officeも“スタジオは興行収入の計算に多少の余裕を持つことが多く、時には面白半分に数字を微調整することもある”と、スナイダーのコメントを肯定した。結果的に2500万ドルの製作費に対し、オープニングで1600万ドル、最終的には全世界で約1億2000万ドルの収益をあげて成功を収めた。2006年の興行収入第59位、R指定映画第12位、そして『オーメン』シリーズ国内興行収入第2位となった。
この映画は公開前の2006年5月に、スタッフがリチャード・ドナーに見せていた。監督のジョン・ムーアはその場に立ち会えなかったが、後日ドナーは「あなたに敬意を表します」と記した手紙をムーアに送ったという。

## 評価
レビュー収集サイトのRotten Tomatoesでは167件のレビューに基づいて26%の支持率を獲得しており、平均評価は4.6/10となっている。同サイトの総意は「“古典的名作”としての力強さを背景にしながらも、リメイク熱は、このスタイルまみれの『オーメン』の空虚さを覆い隠すことはできない」というもの。Metacriticでこの映画は、34人の批評家に基づいて100点満点中43点の加重平均スコアを獲得しており、「賛否両論または平均的なレビュー」を示した。
映画評論家のジェームズ・ベラーディネリは
「リチャード・ドナーの二流エクスプロイテーション映画『オーメン』が、なぜこれほどまでに高い評価を受けているのか、私には理解できない」と、オリジナル版に低評価を下した上で、「2006 年のリメイク版は前作とほとんど同じ脚本のため、私がこの映画をもっと高く評価する理由はない。おそらくこの映画が作られたのは、666の数字が並ぶ2006年6月6日に公開するという、優れたマーケティングを誰かが思いついたからだろう」と酷評した。『ローリング・ストーン』誌は、ガス・ヴァン・サントがオリジナルに忠実に撮った『サイコ』を引き合いに出し、「リメイク版の『サイコ』以来、これほど意味もインパクトもないスリラー映画が作られたことはないだろう。アイルランド人監督ジョン・ムーアは総てを平凡なものにしている。変人の乳母役ミア・ファローを除いて」と、ミアを起用した点だけを評価した。
ロジャー・イーバートは、『X-MEN』のような特殊効果が乱用される映画が多い中、オリジナルの魅力的なストーリーを再現したムーアの演出手腕を誉めた。「リーヴ・シュレイバーはグレゴリー・ペックよりも、最悪の事態を恐れる覚悟ができている、ソーン大使役にうってつけのキャストだ。ミア・ファローは、最も甘く観客を安心させる時ほど不気味なことはない。ジュリア・スタイルズは難しい役を演じている」と、イーバートはキャスト陣も高評価して、4点満点中3点を付けた。『ワシントン・ポスト』紙のスティーブン・ハンターは、「オリジナルの『オーメン』同様、この映画はリンカーン・コンチネンタルのCMのような光沢を放ち、ヨーロッパの洒落た背景を走り回る。この映画は走りが速く洗練されていて、巧みに設計されている。キャストの一部は少しズレているようだが、それでも上手く機能している」と高く評価した。
『スラッシュフィルム』は2017年、“史上最悪のリメイクホラー映画15選”の中に『13日の金曜日』（2009年）や『ハロウィン』（2007年）、『エルム街の悪夢』 （2010年）などと並んで本作を挙げ、「徐々に恐怖を高めてゆくリチャード・ドナーのような余裕はなく、物語は加速しつつも痛々しいまでにスローなままだ。ジョン・ムーアの演出には生気がなく、悪魔の子を描くには非常に退屈だ」と評している。